# Bonheiden
Bonheiden é um município da Bélgica localizado no distrito de Mechelen, província de Antuérpia, região da Flandres. A Abadia de Belém, Bonheiden é uma atração turística da cidade.